# Alassane Dione
Alassane Dione – senegalski piłkarz grający na pozycji napastnika. W swojej karierze rozegrał 9 meczów w reprezentacji Senegalu.

## Kariera klubowa
W swojej karierze piłkarskiej Dione grał w klubie AS Douanes.

## Kariera reprezentacyjna
W reprezentacji Senegalu Dione zadebiutował 30 stycznia 1993 w wygranym 6:1 meczu eliminacji do MŚ 1994 z Mozambikiem, rozegranym w Dakarze. W 1994 roku został powołany do kadry na Puchar Narodów Afryki 1994. Na tym turnieju rozegrał jeden mecz, grupowy z Ghaną (0:1). Od 1993 do 1995 roku rozegrał w kadrze narodowej 9 meczów.